# Аманда Куртович
Аманда Марія Куртович  (норв. Amanda Maria Kurtovic, 25 липня 1991) — норвезька гандболістка, олімпійська чемпіонка.

## Виступи на Олімпіадах
| Олімпіада   | Дисципліна | Місце |
| ----------- | ---------- | ----- |
| Лондон 2012 | гандбол    | 1     |